# ماکسیم رمیلارد
ماکسیم رمیلارد (به انگلیسی: Maxime Rémillard) (زاده ۱۷ ژانویه ۱۹۷۵) تهیه‌کننده کانادایی است.